# Cristóbal (Panama)
Cristóbal – miasto w Panamie, w prowincji Colón.